# Buxus koehleri
Buxus koehleri är en buxbomsväxtart som beskrevs av P.A.González och Borsch. Buxus koehleri ingår i släktet buxbomar, och familjen buxbomsväxter. Inga underarter finns listade i Catalogue of Life.